# پویراز کارایل
پویراز کارایل (به ترکی استانبولی: Poyraz Karayel) مجموعهٔ تلویزیونی در ژانر جنایی، کمدی، درام و عاشقانه ساخت ترکیه و تولید لیمون فیلم است. در آن بازیگرانی همچون ایلکر کاللی، بورچین ترزی‌اوغلو و موسی اوزونلار به ایفای نقش پرداخته‌اند. این مجموعه از ۷ ژانویه ۲۰۱۵ تا ۲۰۱۷ از شبکۀ کانال د پخش شد.

## خلاصه داستان
فصل اول
پویراز کارایل یک پلیس جوان و درست کار است که قربانی یک توطئه شده و از کار اخراج می‌شود. سپس به توصیه رئیس پلیس وارد باند مافیایی به نام بحری عمان می‌شود و در این حین عاشق دختر بحری نیز می‌شود.

## بازیگران و شخصیت‌ها
| بازیگر                 | شخصیت                    | قسمت      |
| ---------------------- | ------------------------ | --------- |
| ایلکر کاللی            | احمد پویراز کارایل       | ۱-۸۲      |
| بورچین ترزی‌اوغلو       | عایشه‌گل، دختر بحری       | ۱-۸۲      |
| موسی اوزونلار          | بحری عمان                | ۱-۸۲      |
| شبنم حسنی سوقی         | بانو اوزباکان            | ۱۶–۶۲     |
| فوندا اریئیت           | ادا بوزکورت              | ۶۳–۸۲     |
| علی ایل                | صدرالدین عمان، پسر بحری  | ۱-        |
| ازکان اوغور            | اسماعیل کارایل           | ۲۵–۴۲     |
| آتا برک موتلو          | سینان کارایل،پسر پویراز  | ۱-        |
| ایدیل فیرات            | دسپینا عمان              | ۲۷–۸۲     |
| کانابولات گورکم ارسلان | صفر کیلیچاسلان           | ۱–۴۶      |
| جلیل نالچاکان          | ذوالفقار اولگن           | ۱-۸۲      |
| امل چلگجن              | سماع کورل                | ۱–۶۲      |
| مراد دالتابان          | ممتاز توک                | ۱–۲۵/ ۶۳- |
| اجه اوزدیکیجی          | سوگل عمان، همسر صدرالدین | ۱-        |
| جم جوجن اوغلو          | تاشکافا (اورهان سولماز)  | ۱-        |
| اسماعیل Düvenci        | Cevher Albay             | ۱-        |
| Gülçin Hatıhan         |                          | ۱-        |
| امیرهان آکبابا         | عیسی                     | ۱-        |
| Murat Prosçiler        | افق                      | ۲۴–۳۲     |
| هاره سورل              | ملتم کارایل              | ۲۶-       |
| فیرات چلیک             | مته دوروک                | ۲۵–۴۴     |

### بازیگران مکمل
| بازیگر             | شخصیت           | قسمت  |
| ------------------ | --------------- | ----- |
| دنیز جلیل‌اوغلو     | ساواش بیلیور    | ۷۵–۸۲ |
| ایلکر آکسوم        | چنار سایگونر    | ۶۳–۸۱ |
| Kirkor Dinçkayıkçı | اسماعیل Karagül | ۱–۲۴  |
| انگین بنلی         | ظفر بیلیور      | ۱–۲۴  |
| فاتح دونمز         | یاووز سایگونر   | ۶۳–۷۰ |
| امیر Özden را      | Oğuz Ayaz       | ۱۶–۲۱ |
| Enis Yıldız        | نژدت            | ۱–۲۱  |
| امیر بوزکورت       | بولنت           | ۱–۱۰  |
| تولگا گولچ         | نشاط تپل        | ۴۹–۶۲ |
| ارجو توران         | احسان ییلدیریم  | ۳۰–۶۱ |
| امیر چیچک          | شوکت چتین       | ۲۵–۶۱ |
| Halil Karaata      | Kulaksız عدنان  | ۱–۹   |
| اونور کیرات        | سرکان واردار    | ۱–۲   |
| Volkan بورا Dilek  | Gürkan          | ۱–۲   |
| نوری Tanır         | Cemil           | ۱     |
| مجید کوپر          | عادل تپل        | ۱۰–۵۰ |
| Semih Eraslan      | سلجوق           | ۳۶–۴۹ |

## نمای کلی سریال
| فصل | فصل | تعداد قسمت‌ها | پخش اصلی (ترکیه) | پخش اصلی (ترکیه) |
| فصل | فصل | تعداد قسمت‌ها | شروع             | پایان            |
| --- | --- | ------------ | ---------------- | ---------------- |
|     | ۱   | ۲۴           | ۷ ژانویه ۲۰۱۵    | ۱۷ ژوئن ۲۰۱۵     |
|     | ۲   | ۳۸           | ۳۰ سپتامبر ۲۰۱۵  | ۱۵ ژوئن ۲۰۱۶     |
|     | ۳   | ۲۰           | ۱۲ اکتبر ۲۰۱۶    | ۱ مارس ۲۰۱۷      |